# Oluf Daa (1606-1671)
 Der er flere personer med dette navn, se Oluf Daa.
Oluf Daa til Holmegaard (11. november 1606 på Spøttrup – 1671) var en dansk adelsmand, søn af Claus Daa og Dorthe Below. Han kom i Sorø Skole i 1616, studerede i 1623 i Leiden og i 1630 i Padua.  
Efter sin hjemkomst var han hofjunker i 1630-31 og på ny i 1633-35. D. 22. maj 1636 ægtede han Anne Tygesdatter Brahe (død 1648). Han fik ved dette ægteskab Mattrup gård i Jylland. som han dog mageskiftede bort 1646. Noget len opnåede han ikke, men blev i 1645 kommandant på Møen og i 1646 landkommissær i Sjælland. I 1648 blev han rentemester og beklædte denne stilling til 1651. 
Han hørte til det mest yderliggående aristokratiske parti inden for adelen og havde allerede i 1638 nedlagt protest mod, at nogen adelig ved flertalsbeslutninger af standen skulde være forpligtet til at betale kontributioner, som han ikke selv havde givet sit samtykke til. Han var desuden personligt og ved pengeforhold knyttet til Corfits Ulfeldt og hans kreds. Efter rigshofmesterens fald mistede han også sit embede. 
Han besøgte i 1652 Ulfeldt under hans ophold i Stralsund. Rentemesteren Peder Vibe skrev ved denne lejlighed om ham: "Han har altid været noget ilde forvaret i Hovedet, hvilket nu bryder rigtig ud". Det var en udtalelse, som passede til Daas excentriske udtryksmaade. Fra Stralsund rejste han til Hamborg, hvorfra hans ytringer om den Ulfeldt overgåede uret berettedes til kongen. Han søgte ved en skrivelse at retfærdiggøre sig over for ham; kongen, skrev han, burde ikke høre efter bagvaskere, men efter "ces nobles, dont on connait la race, la grandeur, la renommée, les vertus et les services des pères et ayeux".
I 1654 var han atter i Danmark, men forlod i 1655 landet og rejste til Hamborg. Han gjorde vel kongen tilbud om underkastelse, men da han imod det udstedte forbud dels selv betalte Corfits Ulfeldt, hvad han skyldte ham, dels opfordrede andre til at gøre det samme, indstævnedes han for rigsrådet i efteråret 1655; han udeblev, men dommen gik ham imod. I februar 1657 skrev han et højtflyvende brev til kongen, der endte med de ord: "Tag dig i Agt, Perikles, du hersker over frie Folk og har at gjøre med Atheniensere". 
Forholdet til Ulfeldt blev dog senere mindre godt; han beklagede sig over, at Ulfeldt ikke havde sørget for, at han var bleven amnesteret ved Roskildefreden. Uvist hvornår, kom han tilbage til Danmark og fik 1664 gården Hevringholm i Jylland, der havde tilhørt Cai Lykke, mod at afstå Holmegaard. Men han vedblev at være mistænkt af regeringen for at stå i forbindelse med Ulfeldt, og hans økonomiske forhold var overordentlig slette.
I 1662 blev der gjort udlægsforretning i hans godser, hvorved han mistede sin fædrenegård Holmegaard. Hans sønner, hvis udenlandsrejser havde kostet ham mange penge, fik ved en højesteretsdom af 1667 Hevringholm udlagt som mødrenearv; de tilstod ham vel frit ophold på gården, så længe han levede, men denne indrømmelse faldt bort, da de kort efter solgte gården; han gjorde forgæves indsigelse mod salget, som en højesteretsdom stadfæstede 1668.